# 50 Cassiopeiae
NGC 771 je zvijezda u zviježđu Kasiopeji.
U prošlosti ga se krivo identificiralo kao moguću maglicu, pa je dobio oznaku u NGC-u kao br. 771.
Ovo je zvijezda-patuljak spektralna razreda A. Pripada glavnom nizu. Prividne je magnitude +3.95. Nalazi se oko 162,1 svjetlosnu godinu od Zemlje.

## Vanjske poveznice
- SEDS: NGC 771